# Heptathela xianningensis
Heptathela xianningensis är en spindelart som beskrevs av Yin et al. 2002. Heptathela xianningensis ingår i släktet Heptathela och familjen ledspindlar. Inga underarter finns listade i Catalogue of Life.